# Corazzata costiera

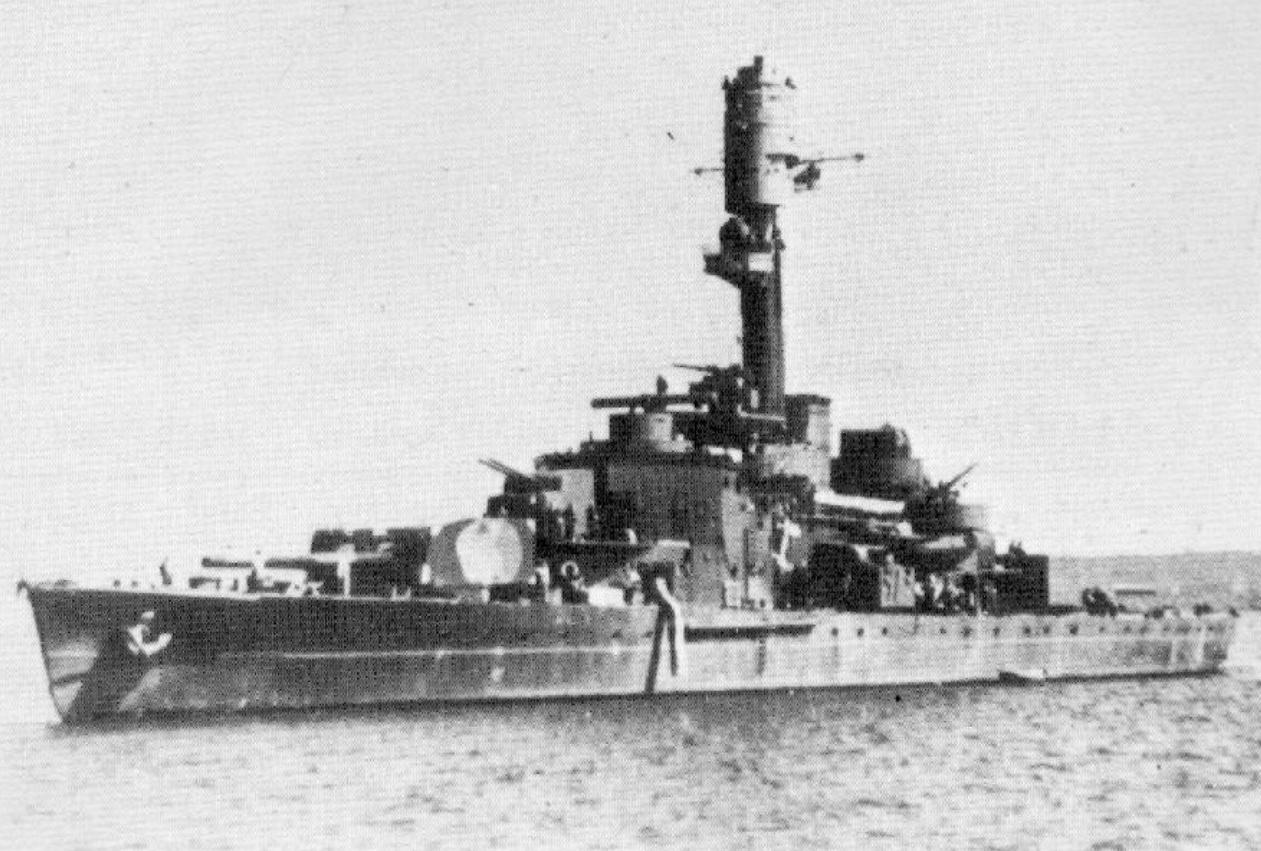
La corazzata costiera finlandese Väinämöinen, uno degli ultimi esemplari di questo tipo di navi.

Una corazzata costiera (anche detta nave da battaglia costiera, nave da difesa costiera o guardacoste corazzato) è un particolare tipo di nave da guerra, diffuso tra il 1860 ed il 1930, specificamente destinato alla difesa delle coste e delle acque costiere di uno Stato.
In particolare, si tratta di una nave delle dimensioni di un incrociatore che sacrifica la velocità e l'autonomia in favore di un maggior armamento e corazzatura, paragonabili a quelli di una nave da battaglia; rispetto ad un semplice monitore, una corazzata costiera dispone di un bordo libero più alto, una maggiore velocità, un migliore armamento secondario e più in generale migliori capacità nautiche, che tuttavia le consentono di operare agevolmente solo in acque basse. Rispetto ad una cannoniera ha cannoni principali di potenza nettamente superiore, comunque in genere superiori ai 150-155 mm tipici di questo tipo di unità, oltre ad una corazzatura pari o superiore. Solo pochi tipi di corazzate costiere sono in grado di operare in alto mare, o meglio a lunga distanza dalle basi, e comunque con capacità più limitate rispetto ad altre tipologie di navi; alcune corazzate costiere sono progettate per poter operare lungo i fiumi o i laghi.
La classificazione di queste unità non è facile, in quanto spesso le nazioni che le costruivano le indicavano come corazzate o incrociatori, principalmente per questioni diplomatiche, differenze di giudizio sul loro ruolo o semplicemente per ragioni di prestigio; in aggiunta diverse corazzate pre-dreadnought, divenute ormai obsolete, furono riclassificate come "navi da difesa costiera", sebbene in origine fossero navi da battaglia a pieno titolo.

## Storia
Le corazzate costiere generalmente venivano impiegate da nazioni che non avevano le capacità economiche o comunque un interesse a costruire vere e proprie corazzate; di solito la loro struttura riprendeva in piccolo quella di una corazzata pre-dreadnought (di cui erano contemporanee, essendo un tipo di naviglio diffuso a partire dagli anni '70 del XIX secolo), con un armamento principale costituito da due o quattro cannoni di grosso calibro in torrette o casematte. Le potenze baltiche (Germania e Impero russo incluse) e le nazioni scandinave furono grandi utilizzatori di questo tipo di unità, varandone molte tra il 1890 e la prima guerra mondiale, continuando a produrle (soprattutto Finlandia e Svezia) fino alla seconda guerra mondiale. Un'altra area in cui furono impiegate fu il Sud-est asiatico, in particolare nelle Indie Orientali Olandesi tra la fine dell'Ottocento e gli anni 1920, e la Thailandia.
Diverse potenze secondarie sudamericane utilizzarono questo tipo di naviglio nell'ultimo quarto del XIX secolo, mentre l'Austria-Ungheria classificò come corazzate di difesa costiera le classi Kronprinz degli anni 1880 e Monarch degli anni 1890, altre marine avrebbero definito quelle unità in quegli anni come "corazzate di secondo rango" (e tale era la definizione che ricevevano nella pubblicistica militare italiana coeva), magari sottolineando come l'autonomia di queste unità fosse pensata per l'Adriatico. La marina britannica definì invece "monitori" le due unità ex norvegesi che requisì sugli scali nel 1914 (classe Glatton ex Bjorgvin), ed in effetti i monitori più pesanti e sofisticati della Royal Navy, varati nel primo quarto del 1900, erano paragonabili o superiori alle normali unità di difesa costiera in ogni caratteristica, ma pensati come unità costiere d'attacco, appoggio agli sbarchi e bombardamenti contro costa. Questa caratteristica fu condivisa anche da altre marine.
Questo tipo di unità, popolare a fine 1800, iniziò a declinare numericamente dopo che la squadra da battaglia russa, che includeva anche alcune potenti corazzate costiere, fu sconfitta dalla squadra giapponese nella battaglia di Tsushima nel 1905, ma si continuò a produrle fino agli anni 1930; la classe Thonburi della marina thailandese (e costruita in Giappone) fu l'ultima di questo tipo d'unità ed entrò in servizio a partire dal 1938. In quegli stessi anni tali unità continuavano ad essere popolari soprattutto nel Mar Baltico (Finlandia e Svezia soprattutto), ma erano schierate come elemento integrato assieme a unità siluranti più moderne (torpediniere, motosiluranti, sommergibili, cacciatorpediniere) e aeroplani. Presto fu evidente che queste unità "ausiliarie" erano più efficienti ed economiche delle corazzate costiere, che erano particolarmente esposte al rischio delle mine e dei siluri, mentre monitori e cannoniere (proprio negli anni 1930 i Paesi Bassi ne vararono di particolarmente efficienti per sostituire le sue corazzate costiere), con un prezzo molto più contenuto, avevano maggiore capacità di appoggiare le operazioni di sbarco e di appoggio dal mare alle operazioni militari anfibie e terrestri. Per tali ragioni questo tipo di unità smise di essere costruito.